# Österreichisch-ungarischer Soldatenfriedhof Geroli

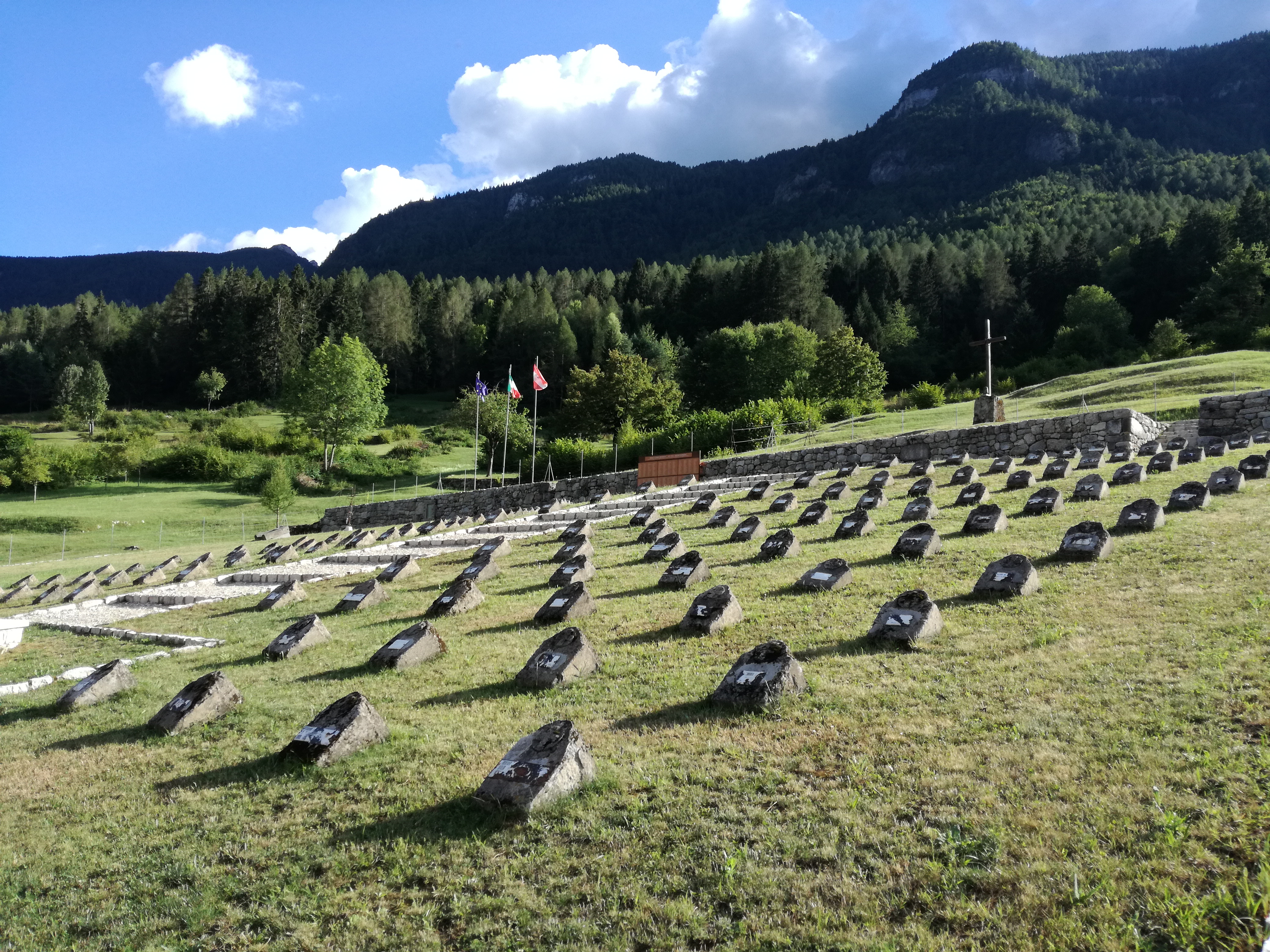
Soldatenfriedhof Geroli

Der österreichisch-ungarische Soldatenfriedhof Geroli ist ein im Ersten Weltkrieg an den nördlichen Ausläufern des Pasubio in der Trentiner Gemeinde Terragnolo angelegter Sammelfriedhof.

## Geschichte
Der Soldatenfriedhof entstand im Zuge der österreichisch-ungarischen Südtiroloffensive im Mai 1916. Nach dem italienischen Kriegseintritt im Mai 1915  räumte die österreichisch-ungarische Armee zunächst den Monte Pasubio und die angrenzenden Täler Vallarsa und Terragnolo und zog sich auf leichter zu verteidigende Stellungen zurück. In der Folge besetzte die italienische Armee das Gebiet. Erst ein Jahr später gelang es Österreich-Ungarn diese Gebiete im Laufe der Offensive zum Teil zurückzuerobern.
Der Friedhof wurde im gleichnamigen Ortsteil der Gemeinde Terragnolo auf der orographisch linken Talseite errichtet. Es handelte sich dabei um den größten von mehreren Sammelfriedhöfen, die von der k.u.k. Armee im Terragnolo zwischen 1916 und 1918 angelegt worden waren. Nach der Frühjahrsoffensive fanden vor allem Gefallene der Pasubiofront hier ihre letzte Ruhestätte, aber auch in der Kriegsgefangenschaft gestorbene russische und rumänische Soldaten wurden in Geroli beerdigt. Die letzte Bestattung in Geroli fand nach Kriegsende im November 1918 statt.
In der Nachkriegszeit wurden die Gebeine der österreichisch-ungarischen Gefallenen von den übrigen im Gemeindegebiet verstreut liegenden Friedhöfen und von den zahlreichen Einzelgräbern nach Geroli umgebettet. Die wenigen italienischen Gefallenen, die man in Geroli bestattet hatte, wurden dagegen in ihre Heimatorte oder in das Beinhaus Castel Dante nach Rovereto überführt. 1931 ebnete man die Gräber ein und ersetzte die ursprünglichen Holzkreuze auf den Gräbern durch Grabplatten aus Zement, an denen ein Emailleschild mit dem Namen des oder der Gefallenen angebracht war. Bis 1947 wurde jedes Jahr am 4. November eine Totenmesse auf dem Soldatenfriedhof Geroli abgehalten, die ab 1948 in der kleinen Kirche des Ortes stattfand und mit einer anschließenden Prozession zum Friedhof endete. Bis 1964 besuchte eine Delegation aus Österreich mit Familienangehörigen einmal im Jahr den Friedhof und hielt dort ebenfalls eine Totenmesse ab. 1970 wurde der Soldatenfriedhof aufgelassen und auf Wunsch des Österreichischen Schwarzen Kreuzes die Schädel- und die Oberschenkelknochen der Verstorbenen nach Rovereto in das dortige Beinhaus überführt.

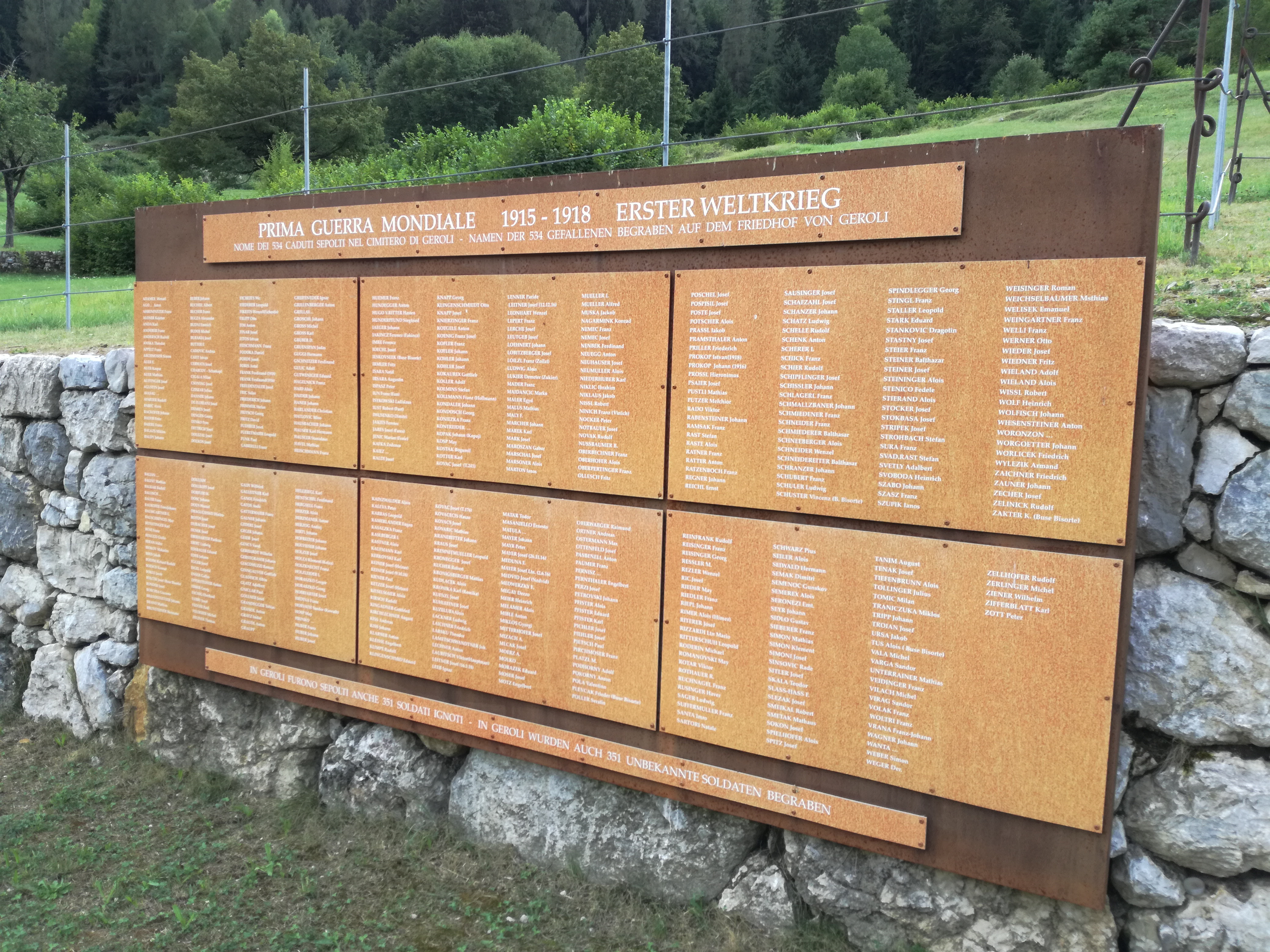
Namensliste der auf dem Soldatenfriedhof Geroli bestatteten Gefallenen

Bereits zehn Jahre später gab es Anregungen, den vollständig abgetragenen Friedhof zu rekonstruieren. Geldmangel und der Widerstand einiger Grundstücksbesitzer verhinderten jedoch eine Umsetzung des Projektes. Erst 2011 konnte die Gemeinde einen entsprechenden Projektauftrag vergeben. Die ersten Arbeiten begannen bereits ein Jahr später. Bei der Rekonstruktion wurden auch die eingeebneten Grabplatten aus Beton mitsamt Emailleschildern wieder freigelegt. Auf diese Weise konnten über 300 Grabsteine mit etwa 400 zum Teil stark beschädigten Namensschildern ausgegraben werden. Auch alte bereits im Kriege aufgestellte Gedenksteine wurden wieder ans Tageslicht gebracht. Im Jahr 2014 konnte der rekonstruierte Soldatenfriedhof von Geroli der Öffentlichkeit übergeben werden.

## Beschreibung
Das Friedhofsareal liegt im Ortsteil Geroli etwas oberhalb des Ortskerns auf einer leicht ansteigenden Wiesenfläche. Es ist von einem einfachen Drahtzaun umgrenzt.
Zu Ende des Ersten Weltkrieges bestand der Friedhof aus zwei von einem Fußweg getrennten Grabfeldern mit 142 und 313 Gräbern. Eine breit angelegte Steintreppe trennt auch heute den Friedhof in zwei Grabfelder mit mehreren Grabreihen auf. Nach der Überführung weiterer Toter in der Nachkriegszeit umfasste der Friedhof schließlich 470 Gräber mit 492 namentlich bekannten Soldaten, davon 404 Österreicher, 76 Ungarn, 9 Russen und 3 Rumänen sowie 366 unbekannt gebliebene Tote. Der Grabstein für die Unbekannten befindet sich am oberen Rand des östlichen Grabfeldes.
Bei der Rekonstruktion gelang es, 534 einst in Geroli bestatteten Soldaten wieder einen Namen zu geben. 351 blieben unbekannt. Eine Tafel mit den Namen aller Bestatteten befindet sich am oberen Rand des Friedhofs. Diese Zahlen umfassen sämtliche in Geroli bestattete Gefallene, als auch diejenigen, die nur vorübergehend hier ihre letzte Ruhestätte fanden und auf Betreiben von Familienangehörigen oder aus anderen Gründen umgebettet wurden.
Eine weitere Namensliste am südöstlichen Rand des Friedhofs erinnert an die 96 aus der Gemeinde Terragnolo stammenden Soldaten, die in den Reihen der österreichisch-ungarischen Armee im Ersten Weltkrieg an der Ostfront gefallen sind.